# Barrio de la Villa de Requena
El barrio de la Vila, también llamado recinto medieval de Requena, es un Bien de interés cultural sin número de anotación ministerial, pero con código 46.17.213-006. Se encuentra en la mentada localidad de Requena, en la comarca de la Plana de Utiel-Requena, en la provincia de Valencia.

## Descripción histórico-artística
El Barrio de la Villa, es el más antiguo de Requena, y en él pueden encontrarse los primeros indicios de población. Ya en época almohade, la Villa tiene una estructura urbana típica de las ciudades hispano-musulmanas; su base se encuentra sobre un promontorio calizo, lo cual proporcionaba una defensa natural, además, contaba con una muralla y con sus correspondientes torres defensivas, así como las diferentes puertas de acceso a la ciudad. El Barrio de la Villa fue declarado en 1966 Conjunto Histórico Artístico de carácter nacional.
Dentro del recinto de la Vila podemos remarcar, por su importancia histórico-artística los siguientes edificios, monumentos o lugares característicos: Calle de Santa María, Callejón de Paniagua, Casa de los Pedrón, Casa de Santa Teresa, Casa del Arte Mayor de la Seda, Cuesta de las Carnicerías o de San Julián, Cuesta del Castillo, Cuesta del Cristo, Cuesta y Puerta del Ángel, Cuevas de La Villa, Iglesia de San Nicolás de Bari, Iglesia de Santa María, Iglesia parroquial del Salvador, La Alcazaba, La Fortaleza, La Judería, la Medina (núcleo urbano de la Villa), el Palacio del Cid, Plaza de La Villa, Plaza del Castillo y la Torre del Homenaje.
Su trazado es irregular, situándose en la zona más al norte y más elevada la alcazaba; pese a que tras la conquista cristiana se llevó a cabo una remodelación con un trazado más regular. No se sabe con exactitud el lugar donde se ubicaba la mezquita, aunque se cree que estaba en el lugar que ocupa actualmente la Iglesia de Santa María.
Una peculiaridad del subsuelo del barrio de la Villa es la presencia en el mismo de una serie de cuevas que se utilizaban como almacenes y silos, debido a la importancia que tenía el municipio como Puerto Seco y Almojarifazgo con ganado, lana y trigo.

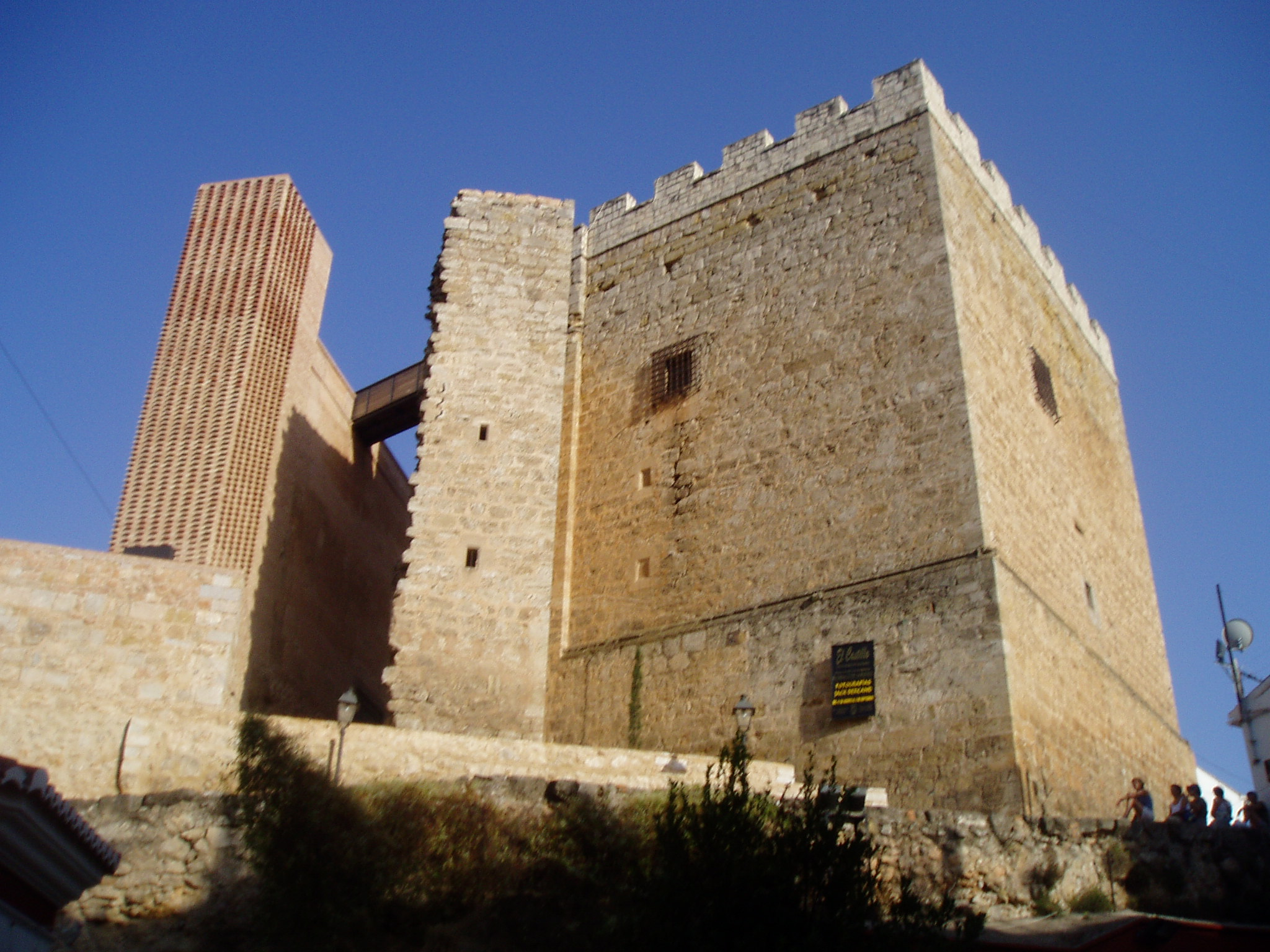
Torre del Homenaje

Para acceso a este barrio medieval, se utilizaba la llamada Cuesta del Castillo, que unía la población con el camino de Castilla, y que constituía el acceso original al recinto de la fortaleza.
Al margen de esta entrada, la muralla contaba con otros accesos, también dentro del barrio medieval, como la cuesta de las Carnicerías o de San Julián; la Cuesta del Cristo; o la Cuesta y Puerta del Ángel.
El centro neurálgico del barrio medieval lo representa la plaza de la Villa, hoy llamada plaza del Albornoz, abierta en el siglo XVI y que funcionó como Plaza Mayor.
Las tres iglesias que forman parte del conjunto histórico de la Vila: la Iglesia de Santa María (la más grande), la Iglesia de San Nicolás (la más antigua)y la Iglesia del Salvador (la de mayor rango eclesiástico); fueron reformadas en el siglo XVII.
En esta parte de la Villa todavía existe un Palacio del Cid, del siglo XV que, se dice, ocupa el solar sobre el que estuvo la residencia del caballero castellano.
Fuera de las murallas, pero formando parte del barrio medieval, está el barrio de las Peñas, y ubicada entre el Arrabal y el recinto medieval se encuentra la primitiva judería que fue el eje comercial que sustituyó a la villa por su mejor accesibilidad, lo cual a su vez provocó el crecimiento de la población desplazando a la villa. Es posible reconocer en el nombre de las calles los oficios que allí se desempeñaban.
Los edificios del conjunto no tienen una tipología unitaria, sino que las fábricas utilizadas son mixtas (de mampostería y adobe, escaseando la sillería); los forjados de madera y las cubiertas exteriores de teja árabe; normalmente tienen dos o tres plantas.